# Dimitrios Deligiannis
Dimitrios Deligiannis (* 1873 in Stemnitsa; † ?) war ein griechischer Leichtathlet.
Deligiannis nahm an den Olympischen Sommerspielen 1896 in Athen teil. Er wurde beim Marathonlauf hinter vier griechischen Landsmännern und dem Ungarn Gyula Kellner Sechster. Seine Zeit ist nicht überliefert. Er war einer der neun Athleten, die den Marathonlauf beendeten. 